# خط طول 27° غرب
خط طول 27° غرب هو أحد خطوط الطول الجغرافية، والتي تمتد من القطب الشمالي الجغرافي إلى القطب الجنوبي الجغرافي، وحسب التحويل الزمني يتأخر خط طول 27° غرب عن خط غرينتش بـ1 ساعات و48 دقيقة.

## من القطب إلى القطب
ينطلق خط طول 27° غرب من القطب الشمالي نحو القطب الجنوبي مرورا بالمناطق التي ترد في الجدول التالي:
| الإحداثيات                         | البلد أو الإقليم أو البحر | ملاحظات |
| ---------------------------------- | ------------------------- | --- |
| 90°0′N 27°0′W / 90.000°N 27.000°W  | المحيط المتجمد الشمالي    | |
| 83°27′N 27°0′W / 83.450°N 27.000°W | جرينلاند                  | Northern Peary Land |
| 83°9′N 27°0′W / 83.150°N 27.000°W  | Frederick E. Hyde Fjord   | |
| 83°3′N 27°0′W / 83.050°N 27.000°W  | جرينلاند                  | Southern Peary Land |
| 82°11′N 27°0′W / 82.183°N 27.000°W | Independence Fjord        | |
| 82°2′N 27°0′W / 82.033°N 27.000°W  | جرينلاند                  | Mainland, the island of جزيرة ميلن لاند [لغات أخرى]‏ and the mainland again |
| 68°38′N 27°0′W / 68.633°N 27.000°W | المحيط الأطلسي            | Passing just east of Terceira Island, الأزور, البرتغال (at 38°42′N 27°2′W / 38.700°N 27.033°W) · Passing just east of Visokoi Island, جورجيا الجنوبية وجزر ساندويتش الجنوبية (at 56°43′S 27°4′W / 56.717°S 27.067°W) · Passing just west of Vindication Island, جورجيا الجنوبية وجزر ساندويتش الجنوبية (at 57°6′S 26°48′W / 57.100°S 26.800°W) · Passing just west of Bristol Island, جورجيا الجنوبية وجزر ساندويتش الجنوبية (at 59°2′S 26°40′W / 59.033°S 26.667°W) · Passing just east of Bellingshausen Island, جورجيا الجنوبية وجزر ساندويتش الجنوبية (at 59°26′S 27°4′W / 59.433°S 27.067°W) |
| 60°0′S 27°0′W / 60.000°S 27.000°W  | المحيط الجنوبي            | |
| 76°0′S 27°0′W / 76.000°S 27.000°W  | القارة القطبية الجنوبية   | المطالب الإقليمية بالقارة القطبية الجنوبية by both الأرجنتين (المقاطعة الأرجنتينية بالقارة القطبية الجنوبية) and المملكة المتحدة (المقاطعة البريطانية بالقارة القطبية الجنوبية) |